# Mortier Nebelwerfer 100 mm 35
Nebelwerfer 100 mm 35 (abreviat NbW 100 mm 35,  Nebelwerfer - aruncător de ceață) a fost un mortier greu folosit de Germania nazistă în cel de-al Doilea Război Mondial. Asemănător mortierului american M2 de 4,2 țoli (107 mm), a fost proiectat special pentru a folosi muniție chimică, de obicei proiectile cu gaz sau fum. Avea un design convențional, fiind practic un aruncător de 80 mm sGrW 34 la scară. Se putea dezasambla în trei părți pentru transport: țeava cântărea 31,7 kg, placa de bază 36,5 kg iar bipiedul 32,2 kg. Echipele care manevrau arma erau formate dintr-un comandant, trei artileriști și trei încărcători.